# Sarcophaga rufipalpis
Sarcophaga rufipalpis är en tvåvingeart som först beskrevs av Macquart 1843.  Sarcophaga rufipalpis ingår i släktet Sarcophaga och familjen köttflugor. Inga underarter finns listade i Catalogue of Life.